# 渡辺明 (建築家)
渡辺 明（わたなべ あきら、1938年 - ）は、日本の建築家。長野県生まれ。

## 略歴
- 1960年、日本大学理工学部工業経営学科建築専攻(現日本大学生産工学部建築工学科)を卒業し、竹中工務店に勤務。
- 1980年、ハーバード大学に研修留学。帰国後、渡辺明設計事務所を設立。
- 1985年からは日本大学理工学部で、海洋建築工学科と建築学科で非常勤講師をつとめた。
- 1989年、新日本建築家協会（現日本建築家協会）新人賞を受賞。
- 1988年、成城の住宅が日本建築学会作品選奨に選ばれる。
- 2002年「W-HOUSE」で日本建築学会賞作品賞を受賞。

その他の作品に、東京プリンスホテルがある。